# Borkow
Borkow es un municipio situado en el distrito de Ludwigslust-Parchim, en el estado federado de Mecklemburgo-Pomerania Occidental (Alemania), a una altitud de 40 metros. Su población a finales de 2016 era de 421 habs. y su densidad poblacional, 15 hab/km².
Se encuentra ubicado junto a la frontera con el distrito de Rostock.